# Georges Pepermans
Georges Pepermans (Sint-Gillis, 16 juni 1910 – 13 november 2006) was een Belgische architect.

## Biografie
Georges Pepermans was de zoon van de Brusselse architect Leopold Pepermans en ontwikkelde zijn beroep in het voetspoor van zijn vader. Hij studeerde stedenbouw aan het Hoger Instituut voor Schone Kunsten te Antwerpen, en volgde nadien een opleiding ingenieur-architect aan de Katholieke Universiteit van Leuven.
Hij was:
- buitengewoon professor aan de faculteit Toegepaste Wetenschappen van de Katholieke Universiteit van Leuven (van 1952 tot 1980);
- professor aan de Sint-Lucasschool te Schaarbeek en te Sint-Gillis (van 1937 tot 1977), en gaf onder meer les aan architect Pierre Corbisier (1933-1991).

In samenwerking met Paul Felix (1913-1981) richtte hij in 1960 aan de Leuvense universiteit het Interfacultair Instituut voor Stedenbouw en Ruimtelijke Ordening op.
De door hem gerealiseerde appartementen, woningen en bouwwerken waren ontworpen in de modernistische stijl, met een eenvoudig grondplan, waarbij de functionaliteit voorrang had op het uitzicht en de vorm.
Pepermans woonde vanaf 1971 in de Eendrachtstraat 35 te Elsene.

## Werken(Selectie)

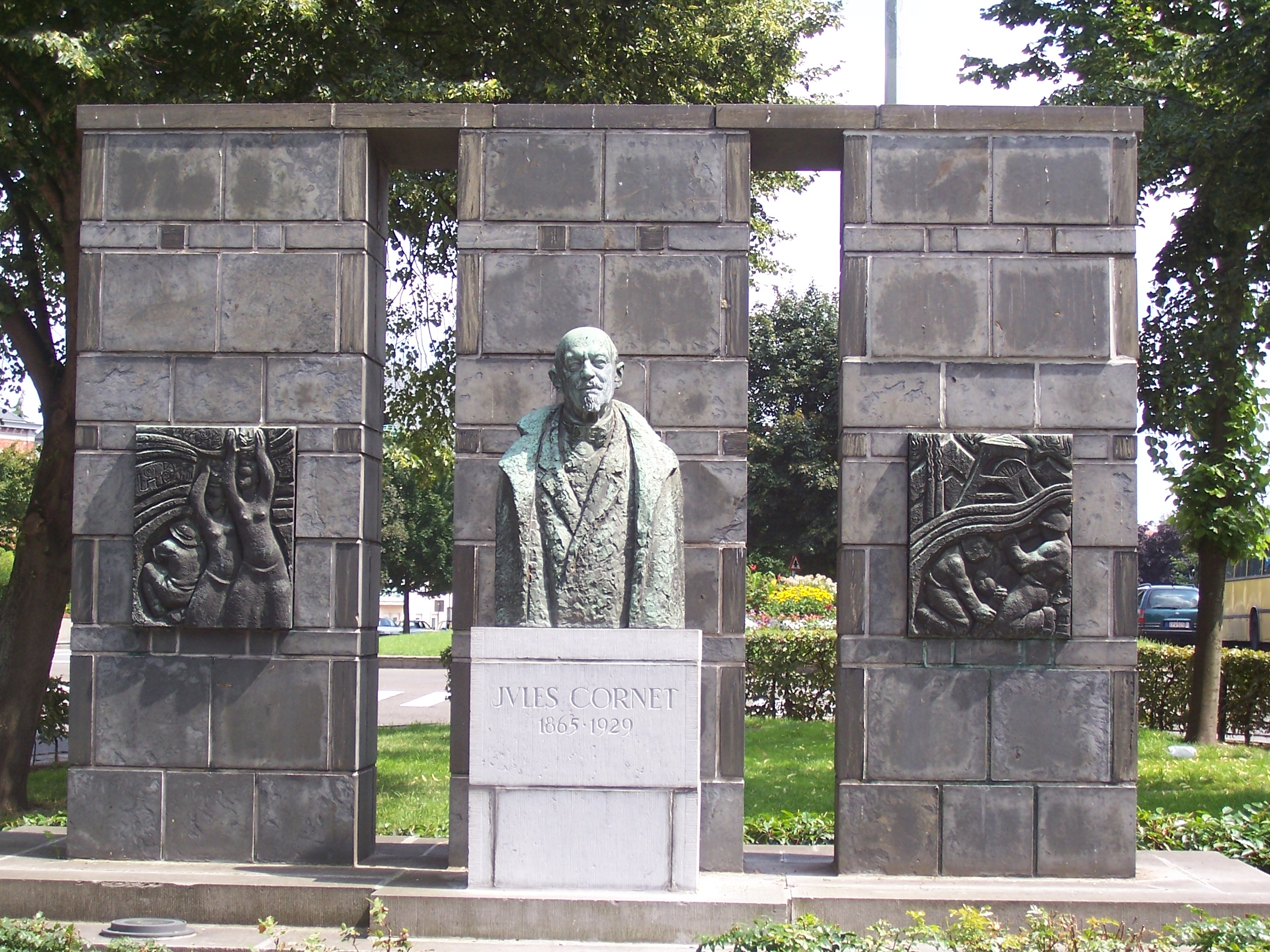
Standbeeld voor Jules Cornet te Bergen, door Georges Pepermans ontworpen en door Harry Elström gebeeldhouwd.

- 1952: studentenhuis Pius X, Arenbergpark, Heverlee. In samenwerking met architect Paul Felix.
- 1953: ontwerp van een standbeeld voor Jules Cornet te Bergen, gebeeldhouwd door Harry Elström.
- 1954-1955: kapel van het studentenhuis Pius X, Arenbergpark, Heverlee. In samenwerking met Paul Felix.
- 1956: appartementsgebouw, Waaglaan 62, Elsene.
- 1958-1965: zorgcentrum L'oeuvre du Calvaire, Waaienbergstraat 9, Elsene (in 2003 en 2004 verbouwd tot bewaarplaats van zuigelingen).
- 1966: pedagodie De Valk, Tiensestraat 41, Leuven. Toevoeging van nieuwe gebouwen aan de middenvleugel (achtergevel). In samenwerking met Paul Felix.
- 1966-1970: studentenrestaurant Alma III, Arenbergpark, Heverlee.
- 1968: vrijstaande woning (villa), Geraardsbergsestraat, Schepdaal. In samenwerking met Paul Felix.
- 1977-1981: tweeëntwintig gebouwen (individuele woningen en appartementsgebouwen) in de wijk Galaxie te Sint-Lambrechts-Woluwe.

- Gemeinsame Normdatei: 1089274769
- Système universitaire de documentation: 250978474
- Virtual International Authority File: 708145857086422921809
- WorldCat: E39PBJcGk464FHd6gPkkGCRxjC